# 湯之花SpRING！
《溫泉之花SpRING》是Otomate预定于2015年9月17日起，以PlayStation Vita形式發售的獨占遊戲。名字的意思是“溫泉之花 春天！”，「湯之花」發音（ゆのは）與女主角結乃葉的發音相同，所以有暗示另一個意思是「結乃葉的春天」。

## 故事大綱
時間是平成時期，地點是金澤。
在梅花盛放的3月。
對城市憧憬，不理父母反對離家出走，卻求職一直失敗中的女主角「結乃葉」。她是彩川峡温旅館『福壽樓』的老闆娘獨女。
不過，因為接到母親病例的通知而回老家，儘管是個小地方，以前卻是客似雲來的『福壽樓』，現在變得門可羅雀。受到新開張的度假酒店『清峰閣』的人氣打壓下，人客數目處於極減中。
「儘管家有家的好……！」
因此她為了下定決心守護『福壽樓』而成為臨時老闆娘。面對有個性的從業員，與別不同的客人。讓她老闆工作與戀愛繁忙的每一天，滿載瘋狂和心動！？
即使這樣，她的發展會是怎樣――――？

## 登場人物

### 主要角色
三條結乃葉（Sanjo Yunoha）
遊戲的主角（可改名）。喜歡可愛的物品與城市的20歳少女。
討厭田舍和無視雙親的反對下考進東京的短大，卻因為求職失敗，處於長期失業的狀況。因為無可避免的狀況而成為『福壽樓』臨時老闆娘。
片桐金太郎（Katagiri Kintaro，配音員：KENN）
女主角的青梅竹馬。『福壽樓』店員學徒。
比任何人更加關切『福壽樓』的事。:以「一切顧客至上」的宗旨為店員學徒。
雖然一時不見成效，但每日精進。為成為優秀的領班而奮鬥中。
佐伯宏太（Saeki Kota，配音員：石田彰）
『福壽樓』的副廚師。
大廚師所設定的實力之主，精通各種各樣的菜餚，熱心研究。尤其擅長咒文料理。對料理過份專心也有麻煩的一面。
泉高平（Izumi Cakahira，配音員：木村良平）
是對家旅館『清峰閣』的員工（大概）
也不時會在『福壽樓』出現過，真的在工作嗎？藉口浮現中。雖然本人曾說過喜歡『福壽樓』，但事實不明。
葛城直昌（Katsuragi Naomasa，配音員：杉山紀彰）
『福壽樓』的新人舖面接待。
本人看上去什麼也做不好，卻一面努力的樣子。
受臨時老闆娘的指導，以優秀的接待員而學習中。意外有腹黒的。

### 其他角色
香賀梅之介（Kaga Umenosuke，配音員：津田健次郎）
『福壽樓』的宿客。
來無影去無蹤的男性。
雖然數年前毎年都會拜訪福壽樓的常客，近年有某些理由而不常往來。
菅春二郎（Suga Syunjiro，配音員：中田讓治）
『福壽樓』自誇的大廚師，料理手藝超一流。
雖然對工作嚴謹，但一離開廚房便會變得客氣的大叔。
西原七緒（Saibara Nanao，配音員：篠宮沙彌）
新手女服務員。
只是在職3個月程度，卻是人手不足的『福壽樓』貴重的戰力。
雖然為人可靠，但时常脱落的一面。
早月千代（Hayatsuki Chiyo，配音員：高橋あみか）
『福壽樓』女服務員的頭目。
雖然很多嘴，但一切都是為女主角與旅館著想。
片桐銀次郎（Katagiri Ginjiro，配音員：山下大輝）
金太郎的弟弟。
哥哥因工作到入住『福壽樓』，所以分開生活。
長假期的時候會拜訪『福壽樓』。
泉高之（Izumi Cakayuki，配音員：三浦祥朗）
高平的哥哥。
非常認真，對弟弟常常半吊子的狀態感有不爽。
跟高平的兄弟之情不太要好。
葉山聰介（Hayama Sousuke，配音員：村上和也）
『福壽樓』的常客。
迷上了春二郎與宏太的料理。
在關東中擁有多間料理店的東主。

## 主題歌曲
片頭曲「Ready Go!!」
作曲・編曲：後藤康二（ck510）／作詞：小川マキ／歌：片桐金太郎（KENN）
片尾曲「茜色」
作曲・編曲：後藤康二（ck510）／作詞：小川マキ／歌：片桐金太郎（KENN）

## 外部連結
- 溫泉之花SpRING！ （页面存档备份，存于）
- 湯之花SpRING！的X（前Twitter）